# الن‌تون (جورجیا)
الن‌تون، جورجیا (به انگلیسی: Allentown, Georgia) یک منطقهٔ مسکونی در ایالات متحده آمریکا است که در جورجیا واقع شده‌است.

## خصوصیات
الن‌تون ۸٫۰ کیلومترمربع مساحت و ۱۶۹ نفر جمعیت دارد و ۱۳۱ متر بالاتر از سطح دریا واقع شده‌است.